# アイヒラー・志村の合同関係式
数論において、アイヒラー・志村の合同関係式 (Eichler–Shimura congruence relation) は、素数 p でのモジュラー曲線の局所 L-函数を、ヘッケ作用素の固有値の式で表現する。このことは、 Eichler (1954) で導入され、 Shimura (1958) で一般化された。大まかには、ヘッケ作用素 Tp を誘導するモジュラー曲線上の対応は、フロベニウス写像 Frob とその転置 Ver の和に mod p で合同である。言い換えると、有限体 Fp 上のモジュラー曲線 X0N のヤコビ多様体 J0(N)Fp の自己準同型として
Tp = Frob + Ver
である。
アイヒラー・志村の合同関係式とその志村多様体への一般化は、モジュラー曲線あるいはより一般的なモジュラー多様体のハッセ・ヴェイユのゼータ函数の一部を、ウェイト 2 のモジュラー形式のメリン変換の積あるいは類似の保型 L-函数の積と同一視することを通して、ラングランズ・プログラムで重要な役割を果たす。